# Elecciones presidenciales de Argentina de 2003
En las elecciones presidenciales de Argentina de 2003 resultó elegido el peronista Néstor Kirchner, candidato del Frente para la Victoria, como presidente de la Nación Argentina para el período 2003-2007. Kirchner salió segundo en la primera vuelta con 22,25% de los votos y superó al también peronista y expresidente Carlos Menem, quien había salido primero con 24,45%, al no presentarse este último a competir en el balotaje. Luego de las elecciones renunció el presidente interino Eduardo Duhalde, razón por la cual el presidente Kirchner debió completar entre mayo y diciembre el mandato 1999-2003 que inició Fernando de la Rúa, para luego iniciar su mandato de cuatro años, a partir del 10 de diciembre de 2003.
Las reglas electorales siguieron las pautas en la reforma constitucional de 1994 que estableció el voto directo de la fórmula presidencial y la realización de una segunda vuelta en caso de que ninguna candidatura obtuviera en la primera vuelta el 45% o diez puntos de ventaja en caso de superar el 40%. El mandato presidencial es de cuatro años, con la posibilidad de una reelección inmediata.  
Los comicios tuvieron una especial importancia porque fueron las primeras elecciones presidenciales que se realizaban después de la crisis económica, social y política de 2001 que había hecho colapsar las representaciones políticas bajo la consigna «que se vayan todos». Como consecuencia de la crisis de legitimidad, los partidos políticos tradicionales no presentaron candidatos únicos. Tres figuras de origen peronista (Carlos Menem, Néstor Kirchner y Adolfo Rodríguez Saá) y otras tres de origen radical (Ricardo López Murphy, Elisa Carrió y Leopoldo Moreau), se presentaron como candidatos de nuevas alianzas, sin perjuicio de una variedad de candidaturas provenientes de otras corrientes políticas (socialismo, trotskismo, nacionalismo de derecha, desarrollismo), que pudieran reconfigurar el mapa de representaciones políticas.
El voto ciudadano se mostró fragmentado y cinco candidaturas obtuvieron entre 25% y 14%, cada uno. La Unión Cívica Radical por su parte sufrió una debacle electoral recibiendo tan solo el 2.34% de los votos y quedó sexto. Las demás fuerzas no superaron el 2% de los votos, y la participación fue del 78.21%.
Menem ganó en doce de los 24 distritos electorales (Catamarca, Chaco, Córdoba, Corrientes, Entre Ríos, La Pampa, La Rioja, Misiones, Salta, Santa Fe, Santiago del Estero y Tucumán), Kirchner ganó en ocho (Buenos Aires, Chubut, Formosa, Jujuy, Neuquén, Río Negro, Santa Cruz y Tierra del Fuego, Antártida e Islas del Atlántico Sur), Rodríguez Saá ganó en tres (Mendoza, San Juan y San Luis) y López Murphy en uno (Capital Federal).
Esta sería la última vez que una fórmula presidencial y vicepresidencial ganadora no estuvo integrada por una mujer.

## Antecedentes
Tras la crisis económica, social y política que afectó a la Argentina en diciembre de 2001, y la salida del Presidente Fernando de la Rúa, su coalición, la Alianza para el Trabajo, la Justicia y la Educación, se disolvió al instante, y su partido, la Unión Cívica Radical, quedó severamente dañado por la política económica llevada a cabo por el presidente. La Asamblea Legislativa (la Cámara de Diputados y el Senado juntos), dominada por el Partido Justicialista, designó como Presidente interino a Eduardo Duhalde. De cara a las elecciones venideras, destinadas a realizarse en 2003, se veía como claro ganador al justicialismo, sobre todo debido a la falta de una oposición coherente. La UCR, que se había fragmentado en tres partes y su popularidad estaba en un nivel históricamente bajo, presentó la candidatura de Leopoldo Moreau, con Mario Losada como compañero de fórmula.
Ante este panorama, el PJ se acabó dividiendo debido a que no encontraba consenso para presentar una sola candidatura, y acabó llevando tres candidatos: Carlos Menem, quien ya había dicho que volvería a presentarse a un tercer mandato en 2003, Néstor Kirchner, Gobernador de la provincia de Santa Cruz, y Adolfo Rodríguez Saá, quien ya había sido Presidente interino durante unos días tras la renuncia de De la Rúa, se presentaron a las elecciones bajo un mismo partido político, pero con distintas coaliciones. Otros dos candidatos, salidos de las filas del radicalismo, eran Elisa Carrió, con su Alianza Afirmación por una República Igualitaria, y Ricardo López Murphy, que había establecido el movimiento de tendencia liberal  y centroderechista Recrear para el Crecimiento.
Las elecciones estaban previstas originalmente para el 26 de octubre, y el interinato de Duhalde finalizaría el 10 de diciembre de 2003, mismo día en que hubiera finalizado el mandato de De la Rúa. Sin embargo, la situación política del país tras la renuncia de De la Rúa era muy difícil. El 5 de enero de 2002, el Senado de la Nación aprobó un proyecto de ley que ordenaba la devaluación del peso argentino (por primera vez en diez años) con fines de mejorar la competitividad frente a los productos importados.
En un principio, esta medida agudizó la crisis y el peso llegó a perder un 75 % de su valor en 6 meses.
Durante ese año, las protestas, cacerolazos y cortes de ruta fueron frecuentes,
al igual que los hechos violentos o delictuosos, junto con la represión de parte de la policía. El 26 de junio de 2002 se produjo la masacre de Avellaneda, durante la cual murieron dos personas y treinta y tres fueron heridas con balas de plomo. Esta represión, ordenada por el gobernador de la provincia de Buenos Aires Felipe Solá, dejó muy mal parada a la administración de Duhalde, que resolvió adelantar las elecciones presidenciales al 27 de abril de 2003, con balotaje el 18 de mayo, y el traspaso de mando para el 25 de mayo.

## Reglas electorales
Las reglas electorales fundamentales que rigieron la elección presidencial fueron establecidas en el texto constitucional definido a partir de la Reforma constitucional argentina de 1994. Fueron las mismas reglas que en las elecciones de 1995 y 1999.
Las principales reglas electorales para la elección presidencial fueron:
- Sufragio directo.
- La fórmula presidencial (presidente-vicepresidente) debía elegirse simultáneamente en la misma papeleta.
- Segunda vuelta electoral en caso de que el ganador de la primera vuelta no alcanzara el 45% de los votos, o que superando el 40% de los votos, tuviera una diferencia con el segundo menor a 10 puntos porcentuales.
- Mandato presidencial de cuatro años, con posibilidad de una sola reelección inmediata.

De manera similar a lo que había sucedido en 1989 con la renuncia anticipada del presidente Alfonsín, la Crisis de diciembre de 2001 produjo un descalabro generalizado que afectó la continuidad de los mandatos presidenciales. El mandato del presidente Fernando de la Rúa debía concluir el 10 de diciembre de 2003. Pero su renuncia (20 de diciembre de 2001) y la de los sucesivos presidentes interinos, Adolfo Rodríguez Saá (30 de diciembre de 2001) y Eduardo Duhalde (25 de mayo de 2003), nuevamente causaron un desfase con los mandatos legislativos que debían renovarse cada 10 de diciembre de los años impares.
Luego de que el presidente Duhalde anunciara anticipadamente su renuncia por Decreto N.º 1399/2002, el Congreso Nacional sancionó la Ley N.º 25.716, modificando la Ley de Acefalía, disponiendo que el vencedor en las elecciones de 2003 completaría primero, a partir del 25 de mayo, el mandato presidencial de cuatro años iniciado el 10 de diciembre de 1999 y, a partir del 10 de diciembre de 2003, iniciaría el mandato presidencial para el que fuera elegido ese mismo año. La ley aclaró también que el período presidencial entre el 25 de mayo de 2003 y el 10 de diciembre de 2003 no sería considerado a los fines de una eventual reelección. Por esta razón el período durante el cual gobernó Néstor Kirchner, quien a la postre sería el vencedor en las elecciones de 2003, se extendió cuatro años, seis meses y quince días.
El fin de bipartidismo peronista-radical y la crisis de los partidos políticos desatada con las puebladas de 2001 ("¡Que se vayan todos!") llevó a varios intentos de modificar las reglas electorales, que finalmente fueron dejados sin efecto:
- El 23 de diciembre de 2001 la Asamblea Legislativa (senadores y diputados juntos), convocó a elecciones para el 3 de marzo de 2002, mediante el sistema de lemas, con doble vuelta entre los lemas más votados. El presidente electo debería completar el mandato que inició De la Rúa. Esta decisión fue dejada sin efecto por la misma Asamblea Legislativa diez días después.[10]
- El 19 de junio de 2002 el Congreso sancionó la Ley N.º 25.611 estableciendo el sistema de elecciones primarias abiertas para que cada alianza electoral defina sus candidatos presidenciales y legislativos. Las primarias fueron convocadas para el 15 de diciembre de 2002. Pero el 28 de noviembre de 2002 el Congreso suspendió la realización de las primarias.[10]

## Candidatos

### Peronismo
Tras la caída del gobierno de la Alianza, en diciembre de 2001, el Partido Justicialista (PJ) se había constituido como la principal fuerza política de la Argentina. Esto llevó a su rápida división en distintos frentes. Ya desde la época del gobierno de Carlos Menem en la década de 1990 se venían gestando conflictos internos dentro del seno del peronismo, fundamentalmente por el alejamiento del presidente de la doctrina justicialista clásica.
La situación con vistas a las elecciones presidenciales se presentaba inestable y sin liderazgo establecido. Varios líderes del Partido Justicialista aspiraban a la candidatura: el gobernador de Santa Cruz, Néstor Kirchner, que contaba con pocas fuerzas propias para definir una elección interna dentro de su partido; el expresidente Carlos Menem; y los gobernadores de las provincias de Córdoba, José Manuel de la Sota, Salta, Juan Carlos Romero, y San Luis, Adolfo Rodríguez Saá. Este último había tenido un breve interinato como presidente en diciembre de 2001 y fue quien declaró la cesación de pago de la deuda externa argentina. Las elecciones internas para definir la candidatura peronista se anunciaron primero para noviembre de 2002, y luego se postergaron a febrero de 2003.
En octubre de 2002, se desató una controversia luego de que el radical Melchor Posse, intendente de San Isidro entre 1983 y 1999, aceptara la invitación de Adolfo Rodríguez Saá de ser su compañero de fórmula en la precandidatura. Mientras que el radicalismo expulsó a Posse de sus filas, Menem y otros precandidatos del justicialismo trataron de forzar la desestimación de Rodríguez Sáa teniendo en cuenta su alianza con un "extrapartidario". Rodríguez Saá denunció que nadie podría "quitarle a Posse su radicalismo ni a mí mi peronismo" solo por expulsarlos de sus partidos. Duhalde, por su parte, declaró que no creía que hubiera inconveniente en que se presentara la precandidatura de Posse a la vicepresidencia.
| | | | | | |  |  |
| | | | | | centero |  |  |
| Carlos Menem | Juan Carlos Romero | Néstor Kirchner | Daniel Scioli | Adolfo Rodríguez Saá | Melchor Posse |  |  |
| para presidente | para vicepresidente | para presidente | para vicepresidente | para presidente | para vicepresidente |  |  |
| [[File:Menem con banda presidencial.jpg\|300px\|alt={{{Alt\|{{{descripción}}}]] | [[File:Dr. Juan Carlos Romero.png\|200px\|alt={{{Alt\|{{{descripción}}}]] | [[File:Néstor Kirchner - 20050402 - Regimiento de Patricios (Argentina).jpg\|450px\|alt={{{Alt\|{{{descripción}}}]] | [[File:DanielScioli SergioMassa.jpg\|500px\|alt={{{Alt\|{{{descripción}}}]] | [[File:Adolfo Rodriguez Saá-2.JPG\|325px\|alt={{{Alt\|{{{descripción}}}]]                                                  | [[File:Melchor Ángel Posse.jpg\|190px\|alt={{{Alt\|{{{descripción}}}]]                                                     |  |  |
| Presidente de la Nación Argentina (1989-1999) | Gobernador de Salta (1995-2007) | Gobernador de Santa Cruz (1991-2003) | Diputado Nacional por la Ciudad de Buenos Aires (1997-2002) Secretario de Turismo y Deportes de la Nación Argentina de la Nación Argentina (2001-2003) | Presidente interino de la Nación Argentina (diciembre de 2001) Gobernador de San Luis (1983-2001)                          | Intendente de San Isidro (1983-1999)                                                                                       |  |  |
| Candidatura apoyada por: - Unión del Centro Democrático - Frente por la Lealtad: - Partido Conservador Popular - Cambio con Justicia Social - Frente de los Jubilados - Por un Nuevo Jujuy (Jujuy) - Partido Demócrata Conservador (Buenos Aires) - Movimiento Popular Unido (Santiago del Estero) - Movimiento Popular Cordobés (Córdoba) - Todos por los Jubilados (Capital Federal) - Movimiento de Acción Vecinal (Córdoba) - Opción Federal (Neuquén) - Encuentro Popular (Santiago del Estero) - Reconquista (Capital Federal) - Partido de la Generación Intermedia (Capital Federal) - Movimiento por la Justicia Social (Buenos Aires) | Candidatura apoyada por: - Unión del Centro Democrático - Frente por la Lealtad: - Partido Conservador Popular - Cambio con Justicia Social - Frente de los Jubilados - Por un Nuevo Jujuy (Jujuy) - Partido Demócrata Conservador (Buenos Aires) - Movimiento Popular Unido (Santiago del Estero) - Movimiento Popular Cordobés (Córdoba) - Todos por los Jubilados (Capital Federal) - Movimiento de Acción Vecinal (Córdoba) - Opción Federal (Neuquén) - Encuentro Popular (Santiago del Estero) - Reconquista (Capital Federal) - Partido de la Generación Intermedia (Capital Federal) - Movimiento por la Justicia Social (Buenos Aires) | Candidatura apoyada por: - Partido de la Victoria - Partido Nacionalista Constitucional - UNIR - Política Abierta para la Integridad Social - Partido Progreso Social - Acción para el Cambio (Córdoba) - Acción Popular (Córdoba) - Frente de Integración Social para un Cambio en Libertad (Mendoza) - Gestión, Estado, Sociedad, Todos Ahora (Capital Federal) - Memoria y Movilización Social (Buenos Aires, Capital Federal) - Movimiento de Renovación Cívica (Jujuy) - Nueva Dirigencia (Jujuy, Capital Federal) - Partido Popular (Corrientes) - Santiago Viable (Santiago del Estero) | Candidatura apoyada por: - Partido de la Victoria - Partido Nacionalista Constitucional - UNIR - Política Abierta para la Integridad Social - Partido Progreso Social - Acción para el Cambio (Córdoba) - Acción Popular (Córdoba) - Frente de Integración Social para un Cambio en Libertad (Mendoza) - Gestión, Estado, Sociedad, Todos Ahora (Capital Federal) - Memoria y Movilización Social (Buenos Aires, Capital Federal) - Movimiento de Renovación Cívica (Jujuy) - Nueva Dirigencia (Jujuy, Capital Federal) - Partido Popular (Corrientes) - Santiago Viable (Santiago del Estero) | Candidatura apoyada por: - Partido Unión y Libertad - Frente Movimiento Popular: - Unión Popular - Confederación Laborista | Candidatura apoyada por: - Partido Unión y Libertad - Frente Movimiento Popular: - Unión Popular - Confederación Laborista |  |  |

Duhalde, figura de peso dentro del justicialismo no solo por su condición presidencial sino también por su control hegemónico sobre la estructura partidaria de la provincia de Buenos Aires, el distrito más poblado del país, intentó jugar sus cartas en favor del Gobernador de Santa Fe, Carlos Reutemann. Éste, sin embargo, prefirió no presentar su candidatura; Duhalde trasladó sus preferencias a De la Sota, con quien tampoco pudo alcanzar un acuerdo estratégico. Así, el 15 de enero de 2003 anunció su apoyo a la precandidatura de Néstor Kirchner. Con este espaldarazo, Kirchner se situó en una posición mucho más favorable.
Sin embargo, la situación interna del justicialismo no estaba resuelta y si bien el apoyo de Duhalde era significativo, no garantizaba de por sí que Kirchner resultara el candidato presidencial. Por otra parte, las fricciones de una elección interna tan cercana a la elección nacional, prevista para el 27 de abril, podrían provocar un deterioro en las expectativas del justicialismo de obtener una victoria. Así, el 24 de enero, y con el argumento de que los tres aspirantes que quedaban en carrera (Kirchner, Rodiguez Saá y Menem, que había incorporado a Romero como candidato a vicepresidente) presentaban programas contrapuestos, el congreso del Partido Justicialista tomó una decisión inédita: suspender la elección interna y permitir a todos los precandidatos el uso de los símbolos partidarios comunes para presentarse a la elección general, siendo esta la llamada "ley de neolemas". En la práctica, esto significaba que iban a enfrentarse como si perteneciesen a partidos distintos.

### Radicalismo
El partido gobernante dentro de la Alianza al momento de la crisis, la Unión Cívica Radical, abandonó el gobierno con su apoyo popular terriblemente afectado, una muy baja intención de voto y una fuerte división interna, al punto que varias figuras de peso dentro del partido, como Elisa Carrió y Ricardo López Murphy, se separaron del mismo entre los años 2001 y 2002 para fundar distintos partidos. Carrió estableció Afirmación para una República Igualitaria (ARI) de tendencia centroizquierdista; mientras que López Murphy fundó Recrear para el Crecimiento, de carácter liberal conservador y liberal clásico. La UCR expulsó durante el período posterior a la crisis a varios miembros que mostraron inclinaciones cercanas a López Murphy, Carrió o cualquiera de los tres candidatos justicialistas. Tal fue el caso del candidato a vicepresidente de Rodríguez Saá, Posse, por presentar dicha precandidatura. Esto mermó todavía más las posibilidades del partido.
El 15 de diciembre de 2002 se realizó la elección interna de para la candidatura presidencial de la Unión Cívica Radical, siendo una ajustada competencia entre Rodolfo Terragno y Leopoldo Moreau. Finalmente, este último se impuso por un 0.85% de diferencia. Terragno, que había triunfado en los distritos más poblados, y considerados electoralmente clave, como Buenos Aires, Córdoba y la Capital Federal, denunció fraude electoral en las provincias pequeñas, a lo que siguió un largo conteo que finalizó el 17 de febrero con la proclamación de la fórmula Leopoldo Moreau-Mario Losada. Después de conocerse la victoria de Moreau, la UCR descartó realizar alianzas con cualquier otro partido.
| | |                                                                                              |                                                                                               | |                                                                         |  |  |
| | |                                                                                              |                                                                                               | |                                                                         |  |  |
| Ricardo López Murphy | Ricardo Gómez Diez | Elisa Carrió                                                                                 | Gustavo Gutiérrez                                                                             | Leopoldo Moreau                                                                                               | Mario Losada                                                            |  |  |
| para presidente | para vicepresidente | para presidenta                                                                              | para vicepresidente                                                                           | para presidente                                                                                               | para vicepresidente                                                     |  |  |
| [[File:López_Murphy_2000.jpg\|200px\|alt={{{Alt\|{{{descripción}}}]] | [[File:Ricardo Gómez Diez.jpg\|180px\|alt={{{Alt\|{{{descripción}}}]] | [[File:Elisa_María_Avelina_Carrió.png\|180px\|alt={{{Alt\|{{{descripción}}}]]                | [[File:Gustavo Gutiérrez (Argentinian politician).jpg\|180px\|alt={{{Alt\|{{{descripción}}}]] | [[File:Leopoldo Moreau en los "Foros por una Nueva Independencia".jpg\|450px\|alt={{{Alt\|{{{descripción}}}]] | [[File:Mario Losada Senador.png\|200px\|alt={{{Alt\|{{{descripción}}}]] |  |  |
| Ministro de Economía (2001) | Senador nacional por Salta (2001-2007) | Diputada Nacional por el Chaco (1995-2003)                                                   | Diputado Nacional por Mendoza (1995-2003)                                                     | Diputado Nacional por Buenos Aires (2001-2005)                                                                | Senador nacional por Misiones (1989-2005)                               |  |  |
| Candidatura apoyada por: - Recrear para el Crecimiento - Confederación Movimiento Federal: - Partido Renovador de Salta - Partido Demócrata Progresista - Partido Demócrata de Mendoza - Partido Federal - Partido Liberal de Corrientes - Partido Demócrata de la Capital Federal - Partido Demócrata Liberal de Córdoba - Movimiento Popular Catamarqueño - Unión Provincial de Entre Ríos - Ciudadanos Independientes de Tucumán | Candidatura apoyada por: - Recrear para el Crecimiento - Confederación Movimiento Federal: - Partido Renovador de Salta - Partido Demócrata Progresista - Partido Demócrata de Mendoza - Partido Federal - Partido Liberal de Corrientes - Partido Demócrata de la Capital Federal - Partido Demócrata Liberal de Córdoba - Movimiento Popular Catamarqueño - Unión Provincial de Entre Ríos - Ciudadanos Independientes de Tucumán | Candidatura apoyada por: - Afirmación para una República Igualitaria - Partido Intransigente | Candidatura apoyada por: - Afirmación para una República Igualitaria - Partido Intransigente  | Partido sin alianza                                                                                           | Partido sin alianza                                                     |  |  |

### Izquierda Unida
| |                                                            |
| |                                                            |
| Patricia Walsh                                                                                      | Marcelo Parrilli                                           |
| para presidenta                                                                                     | para vicepresidente                                        |
| [[File:Patricia Walsh.png\|180px\|alt={{{Alt\|{{{descripción}}}]]                                   | [[File:Noimage.png\|180px\|alt={{{Alt\|{{{descripción}}}]] |
| Diputado Nacional por Buenos Aires (2001-2005)                                                      | abogado                                                    |
| Partidos que integraban la alianza: - Partido Comunista - Movimiento Socialista de los Trabajadores |                                                            |

### Partido Socialista
|                                                                  |                                                                      |
| Alfredo Bravo                                                    | Rubén Giustiniani                                                    |
| para presidente                                                  | para vicepresidente                                                  |
| [[File:Alfredo Bravo.png\|180px\|alt={{{Alt\|{{{descripción}}}]] | [[File:Rubén Giustiniani.png\|180px\|alt={{{Alt\|{{{descripción}}}]] |
| Diputado Nacional por la Ciudad de Buenos Aires (1991-2003)      | Diputado Nacional por Santa Fe (1997-2003)                           |

### Otras candidaturas
|                     |                     |                                             |                                     |                                    |                     |                                                                           |                                                                           |                     |                          |
| Jorge Altamira      | Eduardo Salas       | Enrique Venturino                           | Federico Kramer                     | Guillermo Sullings                 | Liliana Ambrosio    | José Carlos Arcagni                                                       | Marcelo Daniel Zenof                                                      | Mario Mazzitelli    | Adrián Camps             |
| para presidente     | para vicepresidente | para presidente                             | para vicepresidente                 | para presidente                    | para vicepresidenta | para presidente                                                           | para vicepresidente                                                       | para presidente     | para vicepresidente      |
|                     |                     |                                             |                                     |                                    |                     |                                                                           |                                                                           |                     |                          |
| Periodista          |                     | Teniente coronel (R) del Ejército Argentino | Abogado                             | Economista                         |                     |                                                                           |                                                                           | Comerciante         | Ingeniero en electrónica |
| Partido sin alianza | Partido sin alianza | Partidos que integraban la alianza:         | Partidos que integraban la alianza: | Partido sin alianza                | Partido sin alianza | Partidos que integraban la alianza: - Unión Popular - Partido Autonomista | Partidos que integraban la alianza: - Unión Popular - Partido Autonomista | Partido sin alianza | Partido sin alianza      |
|                     |                     |                                             |                                     |                                    |                     |                                                                           |                                                                           |                     |                          |
| Carlos Zaffore      | Elsa Fabiana Perié  | Manuel Herrera                              | Eduardo Cúneo                       | Gustavo Obeid                      | Ramiro Vasena       | Juan Ricardo Mussa                                                        | Roberto Suárez                                                            | Ricardo César Terán | José Bonacci             |
| para presidente     | para vicepresidenta | para presidente                             | para vicepresidente                 | para presidente                    | para vicepresidente | para presidente                                                           | para vicepresidente                                                       | para presidente     | para vicepresidente      |
|                     |                     |                                             |                                     |                                    |                     |                                                                           |                                                                           |                     |                          |
| Abogado             |                     |                                             |                                     | Capitán (R) del Ejército Argentino |                     | Empresario                                                                |                                                                           |                     |                          |
| Partido sin alianza | Partido sin alianza | Partido sin alianza                         | Partido sin alianza                 | Partido sin alianza                | Partido sin alianza | Partido sin alianza                                                       | Partido sin alianza                                                       | Partido sin alianza | Partido sin alianza      |

## Campaña
Las encuestas preelectorales daban prácticamente un empate a los cinco principales candidatos. Duhalde había dado su apoyo tácito a Kirchner y la mayoría de los medios lo nombraban como "el candidato del oficialismo", lo que le garantizaba su bastión en el Gran Buenos Aires, que albergaba a un 38% del electorado. Menem, que había sido partidario de que se realizara una elección interna del PJ, sabedor de que no tenía muchas posibilidades de evitar una segunda vuelta, se presentó con una coalición de partidos de derecha, el Frente por la Lealtad, y recibió también el apoyo de la Unión del Centro Democrático (UCeDé).
López Murphy hizo campaña diciendo a los votantes que "gobernaría según la constitución" y que la misma "no establece que el presidente deba ser justicialista, ni mucho menos Carlos Menem". Fue muy crítico con la "ley de neolemas" declarando como ilegal la idea de que un partido presentase tres candidatos, y cuestionó a los mismos por haber modificado los sistemas electorales de sus respectivas provincias (La Rioja, Santa Cruz, y San Luis) para ganar abrumadoramente. Más tarde, a medida que el apoyo a Kirchner iba creciendo en las encuestas hasta empatar junto a él en el segundo lugar, López Murphy lo atacó en forma directa, afirmando que tenía aspectos negativos similares a los de Menem por haber modificado la constitución de su provincia para acceder a la reelección indefinida, y lo acusó de haber quitado independencia al poder judicial de Santa Cruz. Durante la mayor parte de la campaña, López Murphy dio por sentada su entrada en la segunda vuelta contra Menem. En su último acto de campaña, declaró que terminaría su mandato si resultaba elegido, evitando lo sucedido con Fernando de la Rúa.
Gran parte de la campaña de Elisa Carrió, por otro lado, fue muy sencilla y careció de actos proselitistas grandes. En su lugar, realizó una larga gira por el sur y el norte del país, y su proselitismo se limitó a encuentros sectoriales, visitas a casas de familia y caminatas. Carrió afirmó que lucharía profundamente contra la corrupción, y por una descentralización estatal, destacando el olvido del norte del país, al cual comparó con la región nigeriana de Biafra.
Kirchner arrancó su campaña en una posición desfavorable. Las encuestas de intención de voto lo ubicaban por detrás de los otros candidatos justicialistas y de Ricardo López Murphy. La figura de Kirchner, de hecho, era poco conocida a nivel nacional. Sin embargo, su popularidad comenzó a crecer impulsando un programa de perfil estatista con el que buscaba diferenciarse de las políticas aplicadas durante los Gobiernos de Menem y de De la Rúa, poniendo acento en priorizar la producción, la justicia, la educación, el trabajo, la equidad y la salud, sintetizado de algún modo en sus eslóganes de campaña: «Un país en serio» y «Primero Argentina». No fue desdeñable tampoco el aporte que significaron tanto su compromiso de mantener al ministro de economía de Duhalde, Roberto Lavagna, con una imagen positiva en la sociedad por su gestión anticrisis, como la participación de su esposa, quien como legisladora nacional tuvo durante los noventa un discurso muy crítico contra el Gobierno menemista.
Leopoldo Moreau, candidato de la UCR, se comprometió a formar un gobierno de unidad nacional, encararía una renegociación de la deuda externa, orientaría el crédito, duplicaría las exportaciones. Durante su campaña, criticó más duramente a los candidatos desertores de su partido, Carrió y López Murphy, que a los demás, acusándolos de no ser verdaderamente radicales. Describió a Carrió como "autoritaria" y a López Murphy como "conservador", y afirmó que los radicales solo tenían una fórmula, y era la suya.
La coalición Izquierda Unida buscó hasta el 27 de febrero de 2003 establecer una alianza con el Partido Obrero (PO), dirigido por Jorge Altamira. La candidata de IU sería Patricia Walsh, y la dirigencia del PO acordó que apoyaría dicha candidatura en una integración absoluta dentro de la coalición, tanto a nivel presidencial como legislativo. Las conversaciones colapsaron el 28 de febrero, último día para la inscripción de fórmulas, por la negativa de IU a que Altamira formara parte de la fórmula presidencial, si bien había aceptado concurrir con un candidato vicepresidencial del PO mientras dicho compañero de fórmula fuera otro. El Partido Obrero se presentó por separado, con Altamira como candidato presidencial.
Walsh hizo campaña resaltando los beneficios de los gobiernos de izquierda que habían comenzado a surgir en la región, particularmente en Brasil (con Luiz Inácio Lula da Silva) y Venezuela (con Hugo Chávez). Describiendo a los tres candidatos justicialistas como "señores feudales", y al radicalismo como "en proceso de extinción", se expresó en favor de la reestatización de las empresas de servicios públicos privatizadas, y de dejar de pagar la deuda externa por considerarla ilegítima. Más tarde afirmó que las elecciones serían fraudulentas, y durante su cierre de campaña, declaró que había recibido un golpe en la nariz de parte de un policía durante una manifestación el día anterior frente a la textil Brukman. El mismo día fue detenido su compañero de fórmula, Marcelo Parrilli, por incidentes violentos en el barrio de Balvanera.
El candidato del Partido Socialista, Alfredo Bravo, afirmó que el socialismo "sorprendería al país" en esas elecciones. Su compañero de fórmula, Rubén Giustiniani, llamó a la formación de un frente de centroizquierda, y declaró que un solo candidato no podía sacar al país de la crisis. Mientras que Dante Gullo, alineado con la candidatura presidencial de Elisa Carrió, dijo que tanto los tres candidatos justicialistas como López Murphy, "representaban lo viejo y lo caduco", además de cuestionar el verdadero perfil progresista de Kirchner.

### Encuestas de opinión
La mayoría de las encuestas daban como asegurada la entrada de Menem en una segunda vuelta por mayoría simple. Los dos candidatos que más posibilidades presentaron de llegar hasta ese lugar fueron López Murphy y Kirchner. Desde incluso antes de que se realizara la primera vuelta, varias encuestadoras afirmaron que Menem sería abrumadoramente derrotado en una hipotética segunda vuelta por cualquier candidato que compitiera contra él, por lo que, según declaró un encuestador en una nota del La Nación, publicada el 23 de abril, "el que quede segundo puede considerarse Presidente de la Nación".[cita requerida] Mientras que la mayoría simple de Menem era predecible, dada la escasa diferencia en las encuestas entre López Murphy y Kirchner, muy pocas encuestadoras predijeron un segundo lugar claro, y la diferencia entre ambos caía en el margen de error.

#### Intención de voto
| Fecha                       | Encuestadora               | Tamaño | Menem FPL/UCEDE | Kirchner FPV | López Murphy Recrear | Rodríguez Saá FMP/PUL | Carrió ARI | Otros | Blanco | Indeciso |
| --------------------------- | -------------------------- | ------ | --------------- | ------------ | -------------------- | --------------------- | ---------- | ----- | ------ | -------- |
| Fecha                       | Encuestadora               | Tamaño |                 |              |                      |                       |            | Otros | Blanco | Indeciso |
| 20 al 24 de enero de 2003   | Ibope                      | 1.100  | 12,1            | 16,1         | 8,7                  | 10,9                  | 13,4       | 1,2   | 12,1   | —        |
| 2 de febrero de 2003        | Ibope                      | —      | 13,6            | 15,9         | 7,5                  | 11,2                  | 12         | —     | —      | —        |
| 10 de febrero de 2003       | Jorge Aurelio              | —      | 17,6            | 16,3         | 7                    | 14,9                  | 13,9       | —     | —      | —        |
| 14 al 16 de febrero de 2003 | Jorge Aurelio              | 1.886  | 17,3            | 17,2         | 10                   | 17,2                  | 14,3       | —     | —      | —        |
| 12 al 19 de febrero de 2003 | Enrique Zuleta Puceiro     | 800    | 15              | 17,6         | 8,1                  | 14,2                  | 12,6       | —     | 9,6    | 15,9     |
| 21 al 25 de febrero de 2003 | Ipsos-Mora y Araujo        | 1.200  | 15,6            | 19,5         | 10,3                 | 17,3                  | 15,3       | 6,2   | —      | —        |
| 1 de marzo de 2003          | Equis                      | 1.250  | 23,1            | 15,7         | 29,5                 | 29                    | —          | —     | 2,6    | —        |
| 8 al 13 de marzo de 2003    | Analogías                  | 1.400  | 15,7            | 17,2         | 6,8                  | 12,4                  | 12         | —     | —      | —        |
| 21 al 24 de marzo de 2003   | Ipsos-Mora y Araujo        | 1.200  | 15              | 21,2         | 11,6                 | 15,8                  | 12,5       | 2,2   | 5,6    | 11,9     |
| 19 al 25 de marzo de 2003   | Hugo Haime                 | 3.684  | 20,2            | 18           | 9,9                  | 16,5                  | 11,9       | 2     | —      | —        |
| 1 al 3 de abril de 2003     | OPSM                       | —      | 17              | 20,5         | 10                   | 16,5                  | 13,1       | 2,1   | —      | —        |
| 9 al 12 de abril de 2003    | Catterberg                 | 2.000  | 21,1            | 19           | 12,2                 | 14,1                  | 9,8        | —     | —      | —        |
| 10 al 14 de abril de 2003   | Ipsos-Mora y Araujo        | 1.200  | 18,3            | 16,8         | 16,3                 | 15,1                  | 12,6       | 6,5   | —      | —        |
| 5 al 18 de abril de 2003    | Jorge Giacobbe y Asociados | 4.006  | 22,4            | 19           | 20,1                 | 15                    | 14         | 7,4   | —      | —        |
| 18 de abril de 2003         | Catterberg                 | 3.000  | 21,8            | 19,8         | 21,3                 | 15,2                  | 12,4       | 6,5   | —      | 10       |
| 20 de abril de 2003         | Hugo Haime                 | 5.000  | 19,4            | 19,2         | 12,9                 | 17                    | 9,9        | —     | —      | —        |
| 16 al 22 de abril de 2003   | Ipsos-Mora y Araujo        | 1.200  | 22,7            | 22,2         | 20,4                 | 15,3                  | 13,3       | 2,8   | 3,8    | 7,7      |
|                             |                            |        |                 |              |                      |                       |            |       |        |          |
| 27 de abril de 2003         | Elecciones Generales       | —      | 25,45           | 21,65        | 18,27                | 14,11                 | 14,05      | 8,78  | 2,72   | —        |
|                             |                            |        |                 |              |                      |                       |            |       |        |          |

## Acceso a boletas
| Provincia           | Menem/Romero              | Kirchner/Scioli   | L. Murphy/G. Diez        | R. Saá/Posse     | Carrió/Gutiérrez | Moreau/Losada | Walsh/Parrilli  | Bravo/Giustiniani    | Altamira/Salas |
| Provincia           | 24 distritos              | 24 distritos      | 24 distritos             | 24 distritos     | 24 distritos     | 24 distritos  | 24 distritos    | 24 distritos         | 24 distritos   |
| ------------------- | ------------------------- | ----------------- | ------------------------ | ---------------- | ---------------- | ------------- | --------------- | -------------------- | -------------- |
| Buenos Aires        | - FPL - UCEDE             | - FPV             | - Recrear                | - FMP - PUL      | - ARI            | - UCR         | - IU            | - PS                 | - PO           |
| Capital Federal     | - FPL - UCEDE             | - FPV             | - Recrear                | - FMP - PUL      | - ARI            | - UCR         | - IU            | - PS                 | - PO           |
| Catamarca           | - FPL - UCEDE             | - FPV             | - Recrear                | - FMP            | - ARI            | - UCR         | - IU            | - PS                 | - PO           |
| Chaco               | - FPL - UCEDE             | - FPV             | - Recrear                | - FMP            | - ARI            | - UCR         | - IU            | - PS                 | - PO           |
| Chubut              | - FPL                     | - FPV             | - Recrear                | - FMP            | - ARI            | - UCR         | - IU            | - PS                 | - PO           |
| Córdoba             | - FPL - UCEDE             | - FPV             | - Recrear                | - FMP - PUL      | - ARI            | - UCR         | - IU            | - PS                 | - PO           |
| Corrientes          | - FPL - UCEDE             | - FPV             | - Recrear                | - FMP            | - ARI            | - UCR         | - IU            | - PS                 | - PO           |
| Entre Ríos          | - FPL - UCEDE             | - FPV             | - Recrear                | - FMP            | - ARI            | - UCR         | - IU            | - PS                 | - PO           |
| Formosa             | - FPL - UCEDE             | - FPV             | - Recrear                | - FMP - PUL      | - ARI            | - UCR         | - IU            | - PS                 | - PO           |
| Jujuy               | - FPL - UCEDE             | - FPV             | - Recrear                | - FMP - PUL      | - ARI            | - UCR         | - IU            | - PS                 | - PO           |
| La Pampa            | - FPL - UCEDE             | - FPV             | - Recrear                | - FMP            | - ARI            | - UCR         | - IU            | - PS                 | - PO           |
| La Rioja            | - FPL - UCEDE             | - FPV             | - Recrear                | - FMP            | - ARI            | - UCR         | - IU            | - PS                 | - PO           |
| Mendoza             | - FPL - UCEDE             | - FPV             | - Recrear                | - FMP - PUL      | - ARI            | - UCR         | - IU            | - PS                 | - PO           |
| Misiones            | - FPL - UCEDE             | - FPV             | - Recrear                | - FMP - PUL      | - ARI            | - UCR         | - IU            | - PS                 | - PO           |
| Neuquén             | - FPL - UCEDE             | - FPV             | - Recrear                | - FMP            | - ARI            | - UCR         | - IU            | - PS                 | - PO           |
| Río Negro           | - FPL - UCEDE             | - FPV             | - Recrear                | - FMP - PUL      | - ARI            | - UCR         | - IU            | - PS                 | - PO           |
| Salta               | - FPL - UCEDE             | - FPV             | - Recrear                | - FMP - PUL      | - ARI            | - UCR         | - IU            | - PS                 | - PO           |
| San Juan            | - FPL - UCEDE             | - FPV             | - Recrear                | - FMP - PUL      | - ARI            | - UCR         | - IU            | - PS                 | - PO           |
| San Luis            | - FPL                     | - FPV             | - Recrear                | - FMP            | - ARI            | - UCR         | - IU            | - PS                 | - PO           |
| Santa Cruz          | - FPL - UCEDE             | - FPV             | - Recrear                | - FMP - PUL      | - ARI            | - UCR         | - IU            | - PS                 | - PO           |
| Santa Fe            | - FPL - UCEDE             | - FPV             | - Recrear                | - FMP            | - ARI            | - UCR         | - IU            | - PS                 | - PO           |
| Santiago del Estero | - FPL                     | - FPV             | - Recrear                | - FMP            | - ARI            | - UCR         | - IU            | - PS                 | - PO           |
| Tierra del Fuego    | - FPL - UCEDE             | - FPV             | - Recrear                | - FMP            | - ARI            | - UCR         | - IU            | - PS                 | - PO           |
| Tucumán             | - FPL - UCEDE             | - FPV             | - Recrear                | - FMP - PUL      | - ARI            | - UCR         | - IU            | - PS                 | - PO           |
|                     |                           |                   |                          |                  |                  |               |                 |                      |                |
| Provincia           | Venturino/P. Kramer       | Sullings/Ambrosio | Arcagni/Zenof            | Mazzitelli/Camps | Zaffore/Perié    | Herrera/Cúneo | B. Obeid/Vasena | Mussa/Suárez         | Terán/Bonacci  |
| Provincia           | 21 distritos              | 23 distritos      | 22 distritos             | 16 distritos     | 23 distritos     | 24 distritos  | 23 distritos    | 22 distritos         | 24 distritos   |
| Buenos Aires        | - Para que se Vayan Todos | - PH              | - Tiempo de Cambios - UP | - PSA            | - MID            | - PDC         | - PPR           | - Unidos o Dominados | - MODIN        |
| Capital Federal     | - Para que se Vayan Todos | - PH              | - Tiempo de Cambios      | - PSA            | - MID            | - PDC         | - PPR           | - Unidos o Dominados | - MODIN        |
| Catamarca           | —                         | - PH              | - Tiempo de Cambios      | —                | - MID            | - PDC         | - PPR           | —                    | - MODIN        |
| Chaco               | - Para que se Vayan Todos | - PH              | - Tiempo de Cambios      | - PSA            | - MID            | - PDC         | - PPR           | - Unidos o Dominados | - MODIN        |
| Chubut              | - Para que se Vayan Todos | - PH              | - Tiempo de Cambios      | —                | - MID            | - PDC         | - PPR           | —                    | - MODIN        |
| Córdoba             | - Para que se Vayan Todos | - PH              | - Tiempo de Cambios      | - PSA            | - MID            | - PDC         | - PPR           | - Unidos o Dominados | - MODIN        |
| Corrientes          | - Para que se Vayan Todos | - PH              | - Tiempo de Cambios      | - PSA            | - MID            | - PDC         | - PPR           | - Unidos o Dominados | - MODIN        |
| Entre Ríos          | - Para que se Vayan Todos | - PH              | - Tiempo de Cambios - UP | - PSA            | - MID            | - PDC         | - PPR           | - Unidos o Dominados | - MODIN        |
| Formosa             | - Para que se Vayan Todos | - PH              | - Tiempo de Cambios - UP | - PSA            | - MID            | - PDC         | - PPR           | - Unidos o Dominados | - MODIN        |
| Jujuy               | - Para que se Vayan Todos | - PH              | - Tiempo de Cambios      | —                | - MID            | - PDC         | - PPR           | - Unidos o Dominados | - MODIN        |
| La Pampa            | - Para que se Vayan Todos | - PH              | - Tiempo de Cambios - UP | - PSA            | - MID            | - PDC         | - PPR           | - Unidos o Dominados | - MODIN        |
| La Rioja            | - Para que se Vayan Todos | - PH              | - Tiempo de Cambios      | —                | - MID            | - PDC         | - PPR           | - Unidos o Dominados | - MODIN        |
| Mendoza             | - Para que se Vayan Todos | - PH              | - Tiempo de Cambios - UP | - PSA            | - MID            | - PDC         | - PPR           | - Unidos o Dominados | - MODIN        |
| Misiones            | - Para que se Vayan Todos | - PH              | - Tiempo de Cambios - UP | - PSA            | - MID            | - PDC         | - PPR           | - Unidos o Dominados | - MODIN        |
| Neuquén             | —                         | - PH              | - Tiempo de Cambios      | —                | - MID            | - PDC         | - PPR           | - Unidos o Dominados | - MODIN        |
| Río Negro           | - Para que se Vayan Todos | - PH              | - Tiempo de Cambios - UP | - PSA            | - MID            | - PDC         | - PPR           | - Unidos o Dominados | - MODIN        |
| Salta               | - Para que se Vayan Todos | - PH              | - Tiempo de Cambios - UP | - PSA            | - MID            | - PDC         | - PPR           | - Unidos o Dominados | - MODIN        |
| San Juan            | - Para que se Vayan Todos | - PH              | - Tiempo de Cambios      | - PSA            | - MID            | - PDC         | - PPR           | - Unidos o Dominados | - MODIN        |
| San Luis            | - Para que se Vayan Todos | - PH              | —                        | —                | —                | - PDC         | —               | - Unidos o Dominados | - MODIN        |
| Santa Cruz          | - Para que se Vayan Todos | - PH              | - Tiempo de Cambios - UP | - PSA            | - MID            | - PDC         | - PPR           | - Unidos o Dominados | - MODIN        |
| Santa Fe            | - Para que se Vayan Todos | - PH              | - Tiempo de Cambios      | - PSA            | - MID            | - PDC         | - PPR           | - Unidos o Dominados | - MODIN        |
| Santiago del Estero | —                         | —                 | —                        | —                | - MID            | - PDC         | - PPR           | - Unidos o Dominados | - MODIN        |
| Tierra del Fuego    | - Para que se Vayan Todos | - PH              | - Tiempo de Cambios - UP | —                | - MID            | - PDC         | - PPR           | - Unidos o Dominados | - MODIN        |
| Tucumán             | - Para que se Vayan Todos | - PH              | - Tiempo de Cambios - UP | - PSA            | - MID            | - PDC         | - PPR           | - Unidos o Dominados | - MODIN        |

### Galería

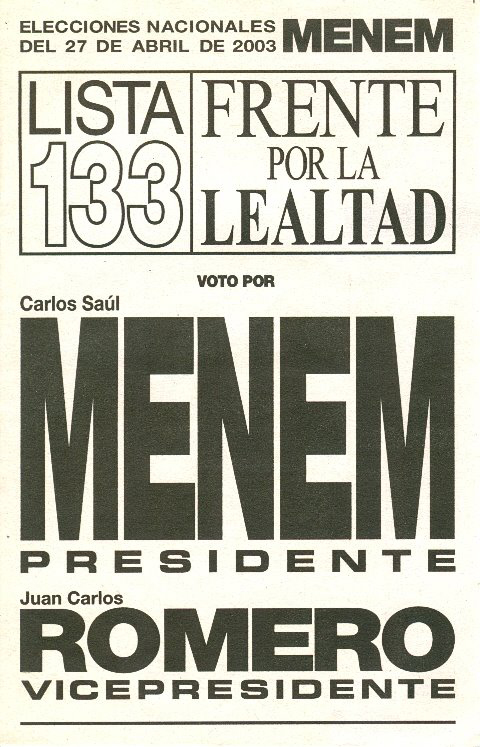
Frente por la Lealtad
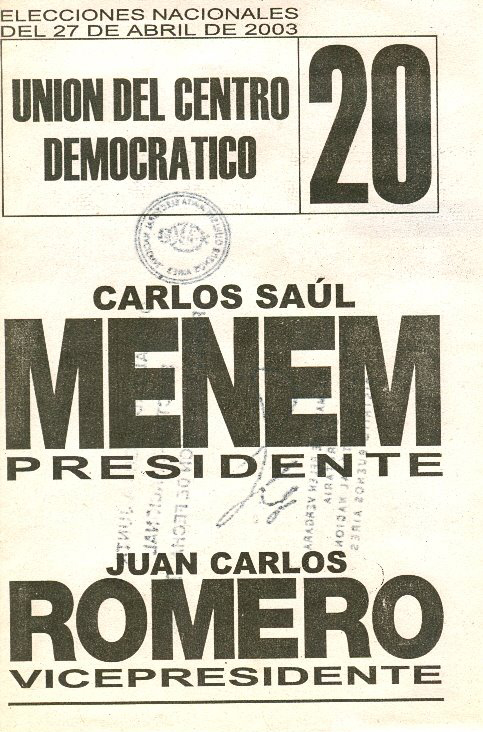
Unión del Centro Democrático
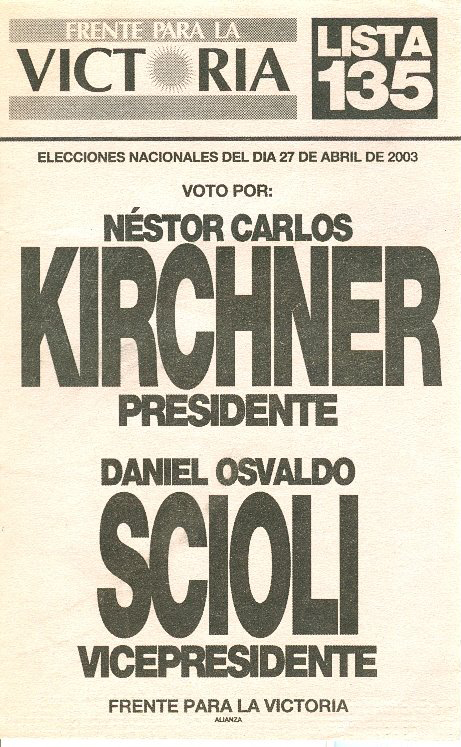
Frente para la Victoria
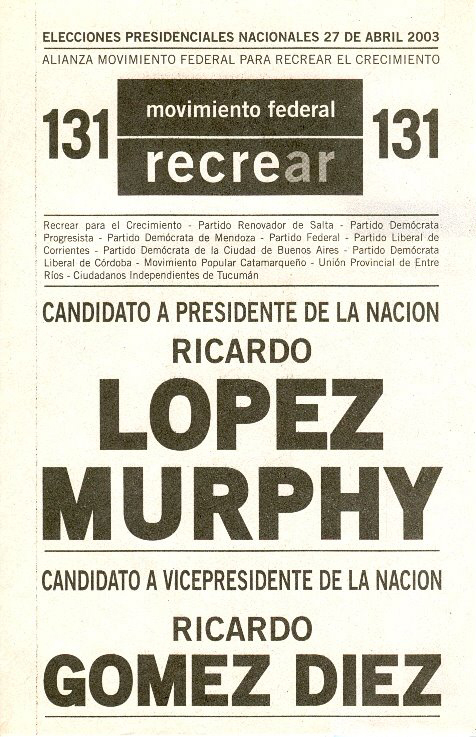
Movimiento Federal Recrear
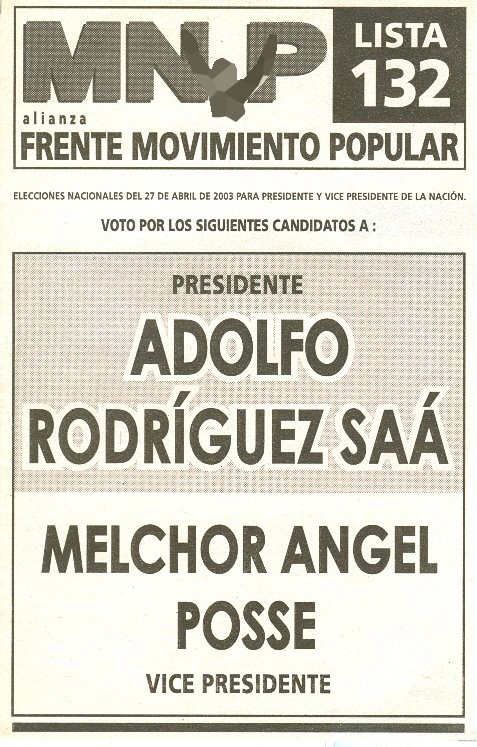
Frente Movimiento Popular
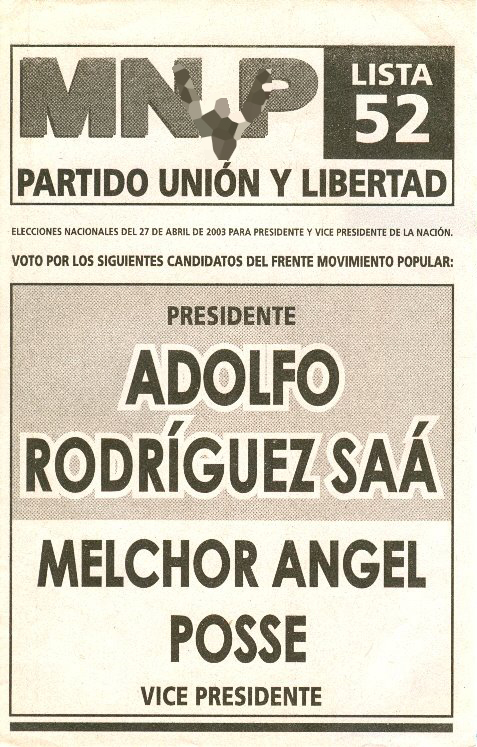
Partido Unión y Libertad
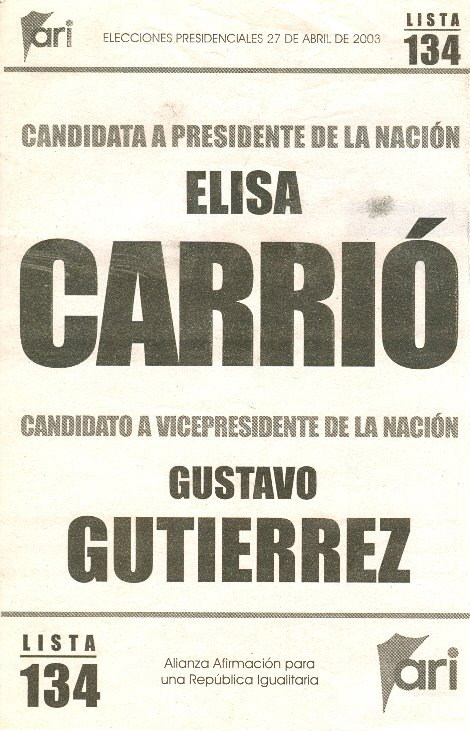
Afirmación para una República Igualitaria
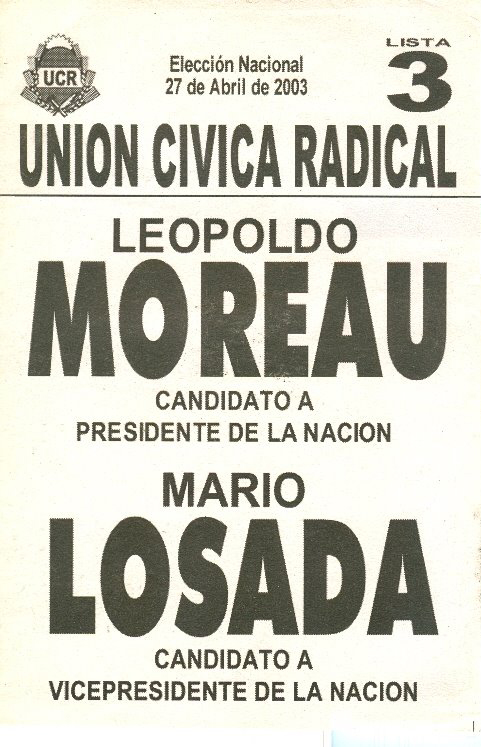
Unión Cívica Radical
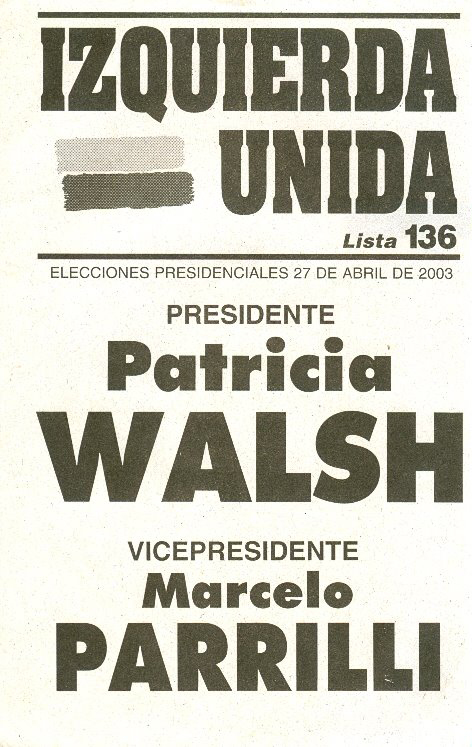
Izquierda Unida
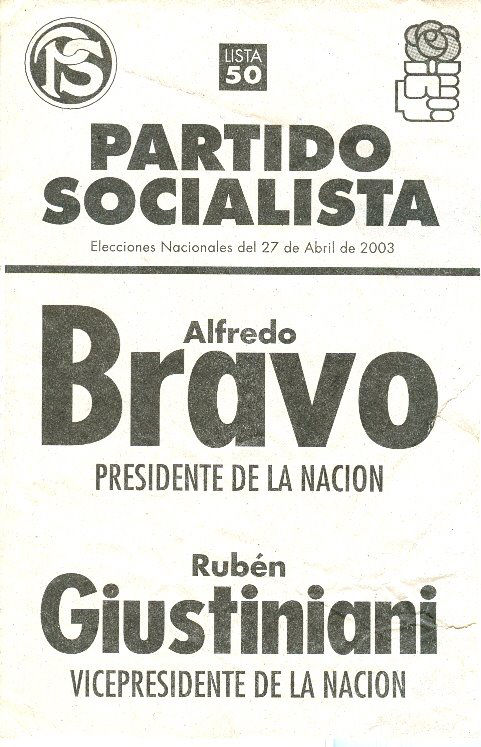
Partido Socialista
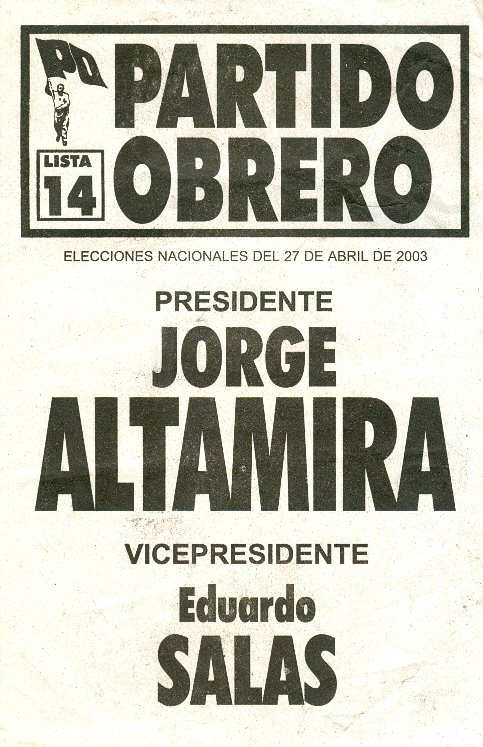
Partido Obrero
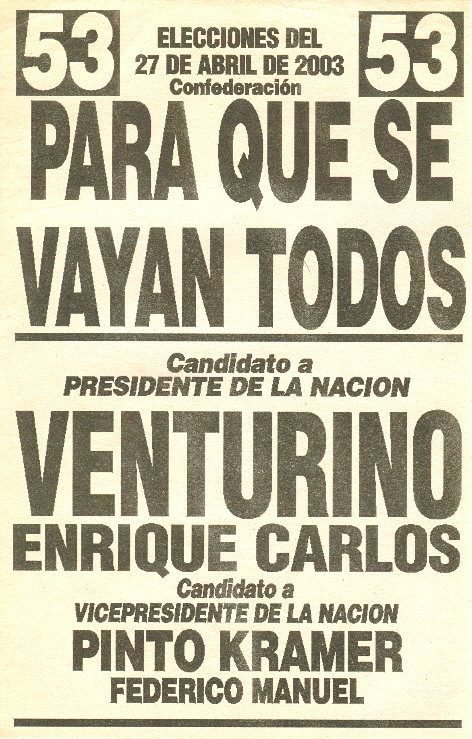
Confederación para que se Vayan Todos
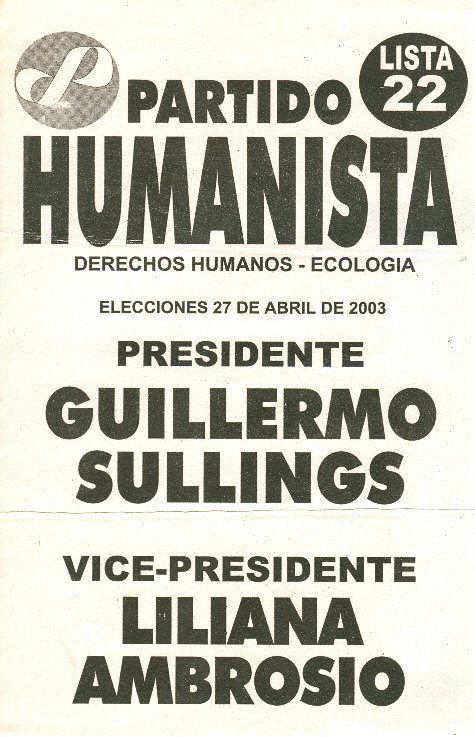
Partido Humanista
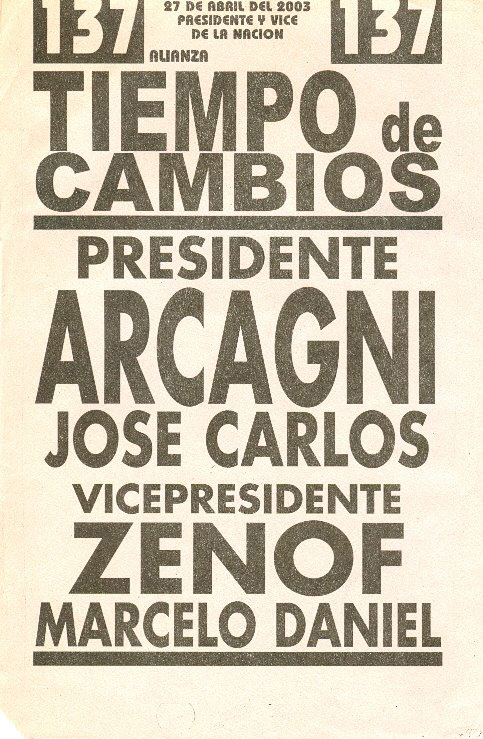
Alianza Tiempo de Cambios
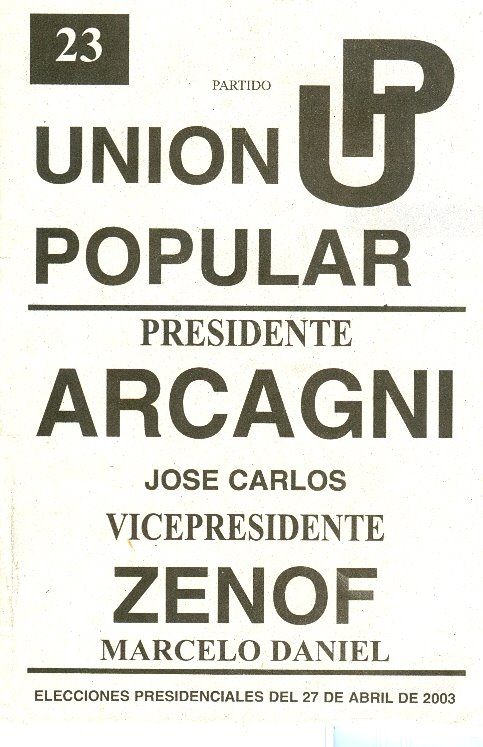
Unión Popular
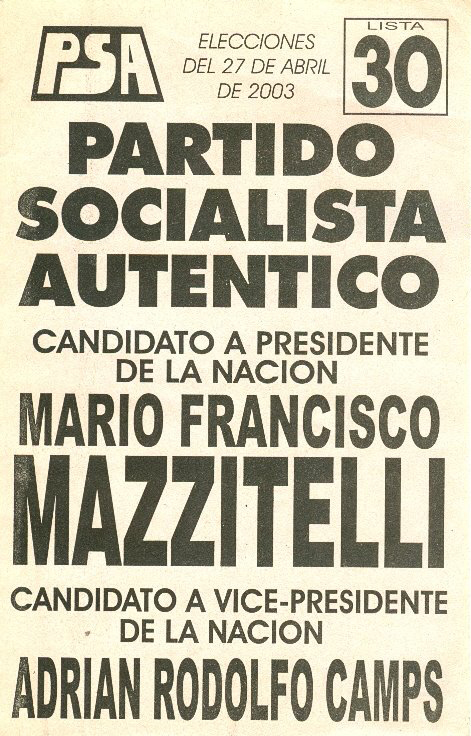
Partido Socialista Auténtico
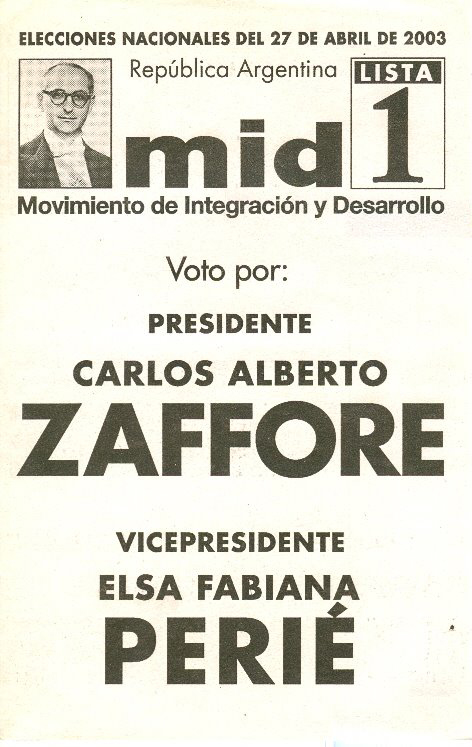
Movimiento de Integración y Desarrollo
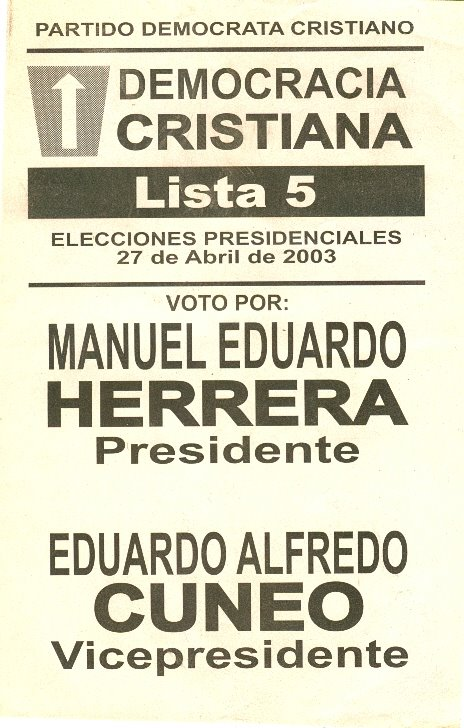
Partido Demócrata Cristiano
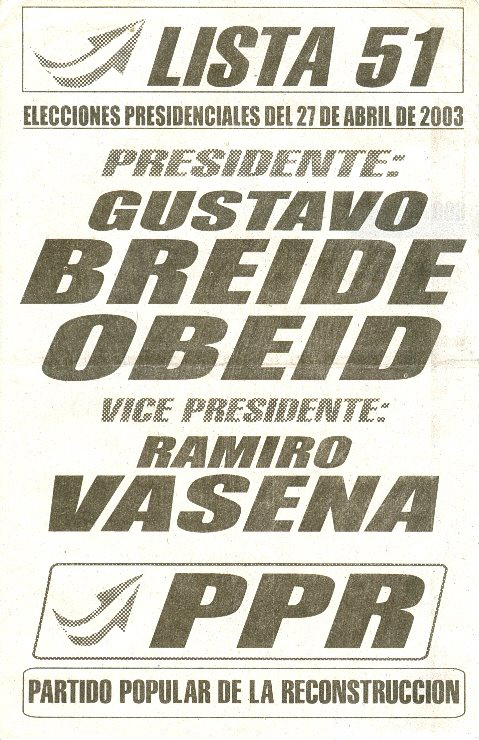
Partido Popular de la Reconstrucción
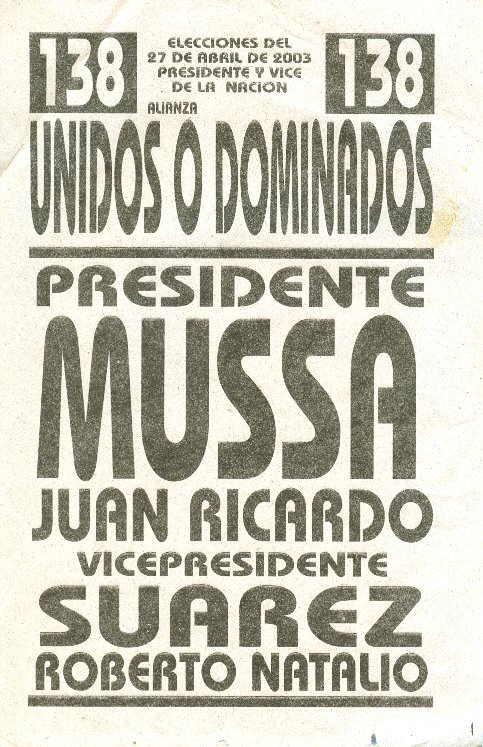
Alianza Unidos o Dominados
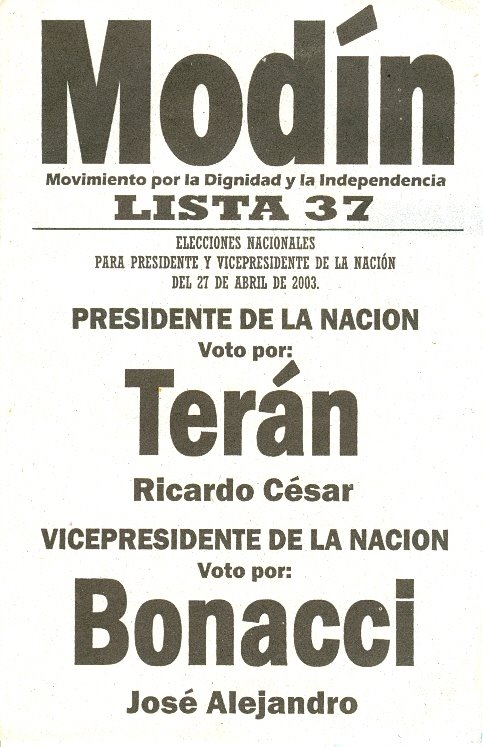
Movimiento por la Dignidad y la Independencia

## Resultados
Tal y como lo señalaban muchas encuestas, tras realizarse la elección el 27 de abril, Menem obtuvo una estrechísima mayoría simple con poco más del 24% de los votos. Contrario al lugar que tenía al comenzar la campaña, Kirchner se posicionó en segundo lugar con el 22%, habiendo triunfado en la Provincia de Buenos Aires, Jujuy, Formosa y en toda la patagonia argentina. Más allá del resultado, con una participación superior al 78% y un voto en blanco o anulado inferior al 3%, las elecciones de 2003 pusieron fin a la crisis de representatividad que se había mostrado en las legislativas de 2001, pues demostraron una amplia reducción del descontento del electorado. Además, a pesar de que se considera que estas elecciones pusieron fin al bipartidismo histórico entre el PJ y la UCR, un 93.57% de los votantes apostó por candidatos salidos del peronismo (60.81) y el radicalismo (32.76), por lo que ni la izquierda, ni el socialismo, ni el conservadurismo, o cualquiera de las demás fuerzas contrarias al bipartidismo se beneficiaron de la debacle.
Automáticamente se organizó una segunda vuelta entre Menem y Kirchner, que de haberse realizado, habría sido el primer balotaje de la historia argentina.

Resultados por departamento:
Menem/Romero (53,33%)
Kirchner/Scioli (28,70%)
Rodríguez Saá/Posse (9,63%)
López Murphy/Gómez Diez (6,30%)
Carrió/Gutiérrez (1,85%)
No votó (0,19%)

| Fórmula                  | Fórmula                      | Partido o alianza           | Partido o alianza                              | Partido o alianza                              | 1.ª vuelta | 1.ª vuelta | 2.ª vuelta | 2.ª vuelta |
| Presidente               | Vicepresidente               | Partido o alianza           | Partido o alianza                              | Partido o alianza                              | Votos      | %          | Votos      | %          |
| ------------------------ | ---------------------------- | --------------------------- | ---------------------------------------------- | ---------------------------------------------- | ---------- | ---------- | ---------- | ---------- |
| Carlos Menem             | Juan Carlos Romero           |                             |                                                | Frente por la Lealtad                          | 3.776.867  | 19,48      | Abandonó   | Abandonó   |
| Carlos Menem             | Juan Carlos Romero           |                             | Unión del Centro Democrático                   | 964.333                                        | 4,97       |            | Abandonó   | Abandonó   |
| Carlos Menem             | Juan Carlos Romero           | Total Menem - Romero        | Total Menem - Romero                           | Total Menem - Romero                           | 4.741.200  | 24,45      | Abandonó   | Abandonó   |
| Néstor Kirchner          | Daniel Scioli                |                             | Frente para la Victoria                        | Frente para la Victoria                        | 4.313.131  | 22,25      | Ganador    | Ganador    |
| Ricardo López Murphy     | Ricardo Gómez Diez           |                             | Movimiento Federal para Recrear el Crecimiento | Movimiento Federal para Recrear el Crecimiento | 3.173.584  | 16,37      |            |            |
| Adolfo Rodríguez Saá     | Melchor Posse                |                             |                                                | Frente Movimiento Popular                      | 2.340.355  | 12,07      |            |            |
| Adolfo Rodríguez Saá     | Melchor Posse                |                             | Partido Unión y Libertad                       | 395.736                                        | 2,04       |            |            |            |
| Adolfo Rodríguez Saá     | Melchor Posse                | Total Rodríguez Saá - Posse | Total Rodríguez Saá - Posse                    | Total Rodríguez Saá - Posse                    | 2.736.091  | 14,11      |            |            |
| Elisa Carrió             | Gustavo Gutiérrez            |                             | Afirmación para una República Igualitaria      | Afirmación para una República Igualitaria      | 2.723.207  | 14,05      |            |            |
| Leopoldo Moreau          | Mario Losada                 |                             | Unión Cívica Radical                           | Unión Cívica Radical                           | 453.373    | 2,34       |            |            |
| Patricia Walsh           | Marcelo Parrilli             |                             | Izquierda Unida                                | Izquierda Unida                                | 332.703    | 1,72       |            |            |
| Alfredo Bravo            | Rubén Giustiniani            |                             | Partido Socialista                             | Partido Socialista                             | 217.387    | 1,12       |            |            |
| Jorge Altamira           | Eduardo Salas                |                             | Partido Obrero                                 | Partido Obrero                                 | 139.402    | 0,72       |            |            |
| Enrique Carlos Venturino | Federico Manuel Pinto Kramer |                             | Confederación para que se Vayan Todos          | Confederación para que se Vayan Todos          | 129.782    | 0,67       |            |            |
| Guillermo Sullings       | Liliana Ambrosio             |                             | Partido Humanista                              | Partido Humanista                              | 105.705    | 0,55       |            |            |
| José Carlos Arcagni      | Marcelo Daniel Zenof         |                             |                                                | Alianza Tiempo de Cambios                      | 54.873     | 0,28       |            |            |
| José Carlos Arcagni      | Marcelo Daniel Zenof         |                             | Unión Popular                                  | 8.511                                          | 0,04       |            |            |            |
| José Carlos Arcagni      | Marcelo Daniel Zenof         | Total Arcagni - Zenof       | Total Arcagni - Zenof                          | Total Arcagni - Zenof                          | 63.384     | 0,32       |            |            |
| Mario Mazzitelli         | Adrián Rodolfo Camps         |                             | Partido Socialista Auténtico                   | Partido Socialista Auténtico                   | 50.303     | 0,26       |            |            |
| Carlos Zaffore           | Elsa Fabiana Perié           |                             | Movimiento de Integración y Desarrollo         | Movimiento de Integración y Desarrollo         | 47.954     | 0,25       |            |            |
| Manuel Eduardo Herrera   | Eduardo Alfredo Cúneo        |                             | Partido Demócrata Cristiano                    | Partido Demócrata Cristiano                    | 47.755     | 0,25       |            |            |
| Gustavo Breide Obeid     | Ramiro Vasena                |                             | Partido Popular de la Reconstrucción           | Partido Popular de la Reconstrucción           | 42.461     | 0,22       |            |            |
| Juan Ricardo Mussa       | Roberto Natalio Suárez       |                             | Alianza Unidos o Dominados                     | Alianza Unidos o Dominados                     | 39.507     | 0,20       |            |            |
| Ricardo César Terán      | José Alejandro Bonacci       |                             | Movimiento por la Dignidad y la Independencia  | Movimiento por la Dignidad y la Independencia  | 31.766     | 0,16       |            |            |
| Votos positivos          | Votos positivos              | Votos positivos             | Votos positivos                                | Votos positivos                                | 19.388.695 | 97,28      |            |            |
| Votos en blanco          | Votos en blanco              | Votos en blanco             | Votos en blanco                                | Votos en blanco                                | 196.563    | 0,99       |            |            |
| Votos anulados           | Votos anulados               | Votos anulados              | Votos anulados                                 | Votos anulados                                 | 345.651    | 1,73       |            |            |
| Participación            | Participación                | Participación               | Participación                                  | Participación                                  | 19.930.909 | 78,22      |            |            |
| Abstenciones             | Abstenciones                 | Abstenciones                | Abstenciones                                   | Abstenciones                                   | 5.550.501  | 21,78      |            |            |
| Electores registrados    | Electores registrados        | Electores registrados       | Electores registrados                          | Electores registrados                          | 25.481.410 | 100        |            |            |
| Fuentes:                 |                              |                             |                                                |                                                |            |            |            |            |

### Resultados por distrito
Las elecciones se caracterizaron por la baja polarización. López Murphy obtuvo una estrecha pluralidad en Capital Federal, siendo el único distrito donde no triunfó un candidato justicialista. Los tres candidatos justicialistas obtuvieron abrumadoras mayorías en sus provincias de origen, de las cuales también habían sido gobernadores, con Menem obteniendo el 81.93% en La Rioja, Kirchner un 79.25% en Santa Cruz, y Rodríguez Saá un 87.39% en San Luis. Junto con Chubut, en donde Kirchner obtuvo el 50.22% de los votos, estas fueron las únicas cuatro provincias en las que algún candidato obtuvo mayoría absoluta de votos. Aunque Elisa Carrió no logró imponerse en ninguna provincia, obtuvo el segundo lugar en Santa Fe, por detrás de Menem, con menos de 2.000 votos de diferencia. En Chaco, Moreau obtuvo el 19.62%, siendo la única provincia donde la Unión Cívica Radical mantuvo el segundo lugar.
A pesar de que Menem no ganó las elecciones por haberse retirado de la segunda vuelta, estos comicios marcaron la segunda de las tres veces desde que se instaló el sufragio secreto en 1912 hasta la actualidad en la que el candidato presidencial más votado no se impuso en la provincia de Buenos Aires. Sin embargo, al igual que ocurrió en todas las elecciones presidenciales desde 1922 hasta 2011, el candidato que resultó en última instancia electo (en este caso Kirchner) sí triunfó en dicho distrito.
| Provincias ganadas por el Frente por la Lealtad (12)    |
| Provincias ganadas por el Frente para la Victoria (8)   |
| Provincias ganadas por el Frente Movimiento Popular (3) |
| Provincias ganadas por Recrear para el Crecimiento (1)  |

| Provincia           | Menem/Romero (FPL/UCEDE) | Menem/Romero (FPL/UCEDE) | Kirchner/Scioli (FPV) | Kirchner/Scioli (FPV) | L. Murphy/Gómez (Recrear) | L. Murphy/Gómez (Recrear) | R. Saá/Posse (FMP/PUL) | R. Saá/Posse (FMP/PUL) | Carrió/Gutiérrez (ARI) | Carrió/Gutiérrez (ARI) | Moreau/Losada (UCR) | Moreau/Losada (UCR) | Otras fuerzas | Otras fuerzas | Blancos/Nulos | Blancos/Nulos | Participación | Participación |
| Provincia           | Votos                    | %                        | Votos                 | %                     | Votos                     | %                         | Votos                  | %                      | Votos                  | %                      | Votos               | %                   | Votos         | %             | Votos         | %             | Votos         | %             |
| ------------------- | ------------------------ | ------------------------ | --------------------- | --------------------- | ------------------------- | ------------------------- | ---------------------- | ---------------------- | ---------------------- | ---------------------- | ------------------- | ------------------- | ------------- | ------------- | ------------- | ------------- | ------------- | ------------- |
| Buenos Aires        | 1.515.638                | 20,40                    | 1.910.516             | 25,72                 | 1.176.058                 | 15,83                     | 1.027.635              | 13,83                  | 1.136.160              | 15,30                  | 82.302              | 1,11                | 579.901       | 7,81          | 198.109       | 2,60          | 7.626.319     | 80,50         |
| Capital Federal     | 314.528                  | 16,05                    | 381.334               | 19,46                 | 506.631                   | 25,85                     | 160.913                | 8,21                   | 389.321                | 19,86                  | 16.330              | 0,83                | 190.813       | 9,74          | 40.542        | 2,03          | 2.000.412     | 77,22         |
| Catamarca           | 80.833                   | 49,52                    | 22.265                | 13,64                 | 18.977                    | 11,63                     | 18.015                 | 11,04                  | 5.812                  | 3,56                   | 12.825              | 7,86                | 4.506         | 2,76          | 3.506         | 2,10          | 166.739       | 76,57         |
| Chaco               | 172.207                  | 35,15                    | 93.744                | 19,14                 | 32.073                    | 6,55                      | 23.422                 | 4,78                   | 55.751                 | 11,38                  | 96.142              | 19,62               | 16.568        | 3,38          | 11.504        | 2,29          | 501.411       | 76,71         |
| Chubut              | 38.755                   | 18,66                    | 104.286               | 50,22                 | 17.429                    | 8,39                      | 9.917                  | 4,78                   | 22.772                 | 10,97                  | 5.552               | 2,67                | 8.933         | 4,30          | 6.800         | 3,17          | 214.444       | 77,28         |
| Córdoba             | 477.738                  | 28,42                    | 181.702               | 10,81                 | 363.347                   | 21,61                     | 323.293                | 19,23                  | 188.564                | 11,22                  | 47.199              | 2,81                | 99.238        | 5,90          | 57.089        | 3,28          | 1.738.170     | 77,80         |
| Corrientes          | 155.352                  | 35,02                    | 117.081               | 26,39                 | 51.549                    | 11,62                     | 24.547                 | 5,53                   | 45.571                 | 10,27                  | 31.795              | 7,17                | 17.688        | 3,99          | 11.471        | 2,52          | 455.054       | 73,83         |
| Entre Ríos          | 185.370                  | 29,77                    | 129.190               | 20,74                 | 89.487                    | 14,37                     | 88.563                 | 14,22                  | 75.288                 | 12,09                  | 25.457              | 4,09                | 29.413        | 4,72          | 16.255        | 2,54          | 639.023       | 78,04         |
| Formosa             | 55.076                   | 26,35                    | 85.937                | 41,11                 | 13.360                    | 6,39                      | 19.353                 | 9,26                   | 19.897                 | 9,52                   | 7.912               | 3,78                | 7.512         | 3,59          | 4.560         | 2,13          | 213.607       | 71,22         |
| Jujuy               | 51.260                   | 18,59                    | 116.943               | 42,42                 | 16.362                    | 5,94                      | 49.505                 | 17,96                  | 18.621                 | 6,75                   | 11.146              | 4,04                | 11.831        | 4,29          | 8.571         | 3,02          | 284.239       | 75,79         |
| La Pampa            | 48.997                   | 27,81                    | 31.320                | 17,77                 | 25.103                    | 14,25                     | 36.118                 | 20,50                  | 19.591                 | 11,12                  | 5.143               | 2,92                | 9.932         | 5,64          | 4.328         | 2,40          | 180.532       | 81,34         |
| La Rioja            | 116.309                  | 81,93                    | 8.873                 | 6,25                  | 6.421                     | 4,52                      | 4.213                  | 2,97                   | 2.443                  | 1,72                   | 1.998               | 1,41                | 1.699         | 1,20          | 14.918        | 9,51          | 156.874       | 82,00         |
| Mendoza             | 156.911                  | 19,09                    | 79.396                | 9,66                  | 160.612                   | 19,54                     | 302.185                | 36,76                  | 70.120                 | 8,53                   | 10.184              | 1,24                | 42.627        | 5,19          | 27.259        | 3,21          | 849.294       | 79,20         |
| Misiones            | 170.711                  | 38,91                    | 100.707               | 22,96                 | 38.064                    | 8,68                      | 39.165                 | 8,93                   | 40.239                 | 9,17                   | 33.016              | 7,53                | 16.795        | 3,83          | 11.049        | 2,46          | 449.746       | 75,15         |
| Neuquén             | 60.525                   | 25,02                    | 61.121                | 25,27                 | 40.925                    | 16,92                     | 19.846                 | 8,21                   | 41.271                 | 17,06                  | 1.985               | 0,82                | 16.192        | 6,69          | 10.359        | 4,11          | 252.224       | 79,25         |
| Río Negro           | 45.925                   | 17,53                    | 92.726                | 35,39                 | 40.517                    | 15,46                     | 19.235                 | 7,34                   | 39.139                 | 14,94                  | 8.709               | 3,32                | 15.767        | 6,02          | 9.110         | 3,36          | 271.128       | 77,10         |
| Salta               | 217.474                  | 44,80                    | 64.048                | 13,19                 | 94.359                    | 19,44                     | 32.732                 | 6,74                   | 40.265                 | 8,29                   | 7.885               | 1,62                | 28.693        | 5,91          | 12.359        | 2,48          | 497.815       | 74,00         |
| San Juan            | 85.278                   | 26,94                    | 64.097                | 20,25                 | 30.572                    | 9,66                      | 112.955                | 35,68                  | 10.220                 | 3,23                   | 3.384               | 1,07                | 10.082        | 3,18          | 8.318         | 2,56          | 324.906       | 79,08         |
| San Luis            | 4.687                    | 2,29                     | 2.627                 | 1,28                  | 7.207                     | 3,52                      | 179.162                | 87,39                  | 6.927                  | 3,38                   | 1.567               | 0,76                | 2.849         | 1,39          | 6.386         | 3,02          | 211.412       | 81,21         |
| Santa Cruz          | 7.093                    | 7,10                     | 79.120                | 79,25                 | 3.906                     | 3,91                      | 2.053                  | 2,06                   | 4.567                  | 4,57                   | 990                 | 0,99                | 2.108         | 2,11          | 1.358         | 1,34          | 101.195       | 78,69         |
| Santa Fe            | 425.886                  | 25,26                    | 271.591               | 16,11                 | 292.124                   | 17,33                     | 144.154                | 8,55                   | 424.085                | 25,16                  | 27.074              | 1,61                | 100.821       | 5,98          | 54.665        | 3,14          | 1.740.400     | 77,85         |
| Santiago del Estero | 144.213                  | 41,65                    | 137.899               | 39,83                 | 22.513                    | 6,50                      | 15.164                 | 4,38                   | 11.447                 | 3,31                   | 8.819               | 2,55                | 6.158         | 1,78          | 6.345         | 1,80          | 352.558       | 68,04         |
| Tierra del Fuego    | 10.735                   | 21,80                    | 23.437                | 47,60                 | 3.605                     | 7,32                      | 3.079                  | 6,25                   | 6.131                  | 12,45                  | 412                 | 0,84                | 1.837         | 3,73          | 1.407         | 2,78          | 50.643        | 72,43         |
| Tucumán             | 199.699                  | 31,36                    | 153.171               | 24,05                 | 122.383                   | 19,22                     | 80.867                 | 12,70                  | 49.005                 | 7,70                   | 5.547               | 0,87                | 26.146        | 4,11          | 15.946        | 2,44          | 652.764       | 74,69         |
| Total               | 4.741.200                | 24,45                    | 4.313.131             | 22,25                 | 3.173.584                 | 16,37                     | 2.736.091              | 14,11                  | 2.723.207              | 14,05                  | 453.373             | 2,34                | 1.248.109     | 6,43          | 542.214       | 2,72          | 19.930.909    | 78,22         |

## Segunda vuelta y retirada de Menem

### Campaña
Durante la campaña para la segunda vuelta, casi todas las fórmulas derrotadas declararon su apoyo a Kirchner. Sin embargo, la única de los otros tres principales candidatos de la primera vuelta que se pronunció de manera directa al respecto fue Elisa Carrió, que el 30 de abril llamó a sus partidarios a ignorar el hecho de que ambos candidatos fuesen de un mismo partido y declaró que apoyaba a Kirchner pero "con reserva moral", es decir, con el único propósito de evitar la victoria de Menem. López Murphy, por su parte, no apoyó a nadie y criticó a Carrió por la forma en al que confirmó su apoyo a Kirchner, declarándose neutral. Rodríguez Saá declaró, tras dos días de silencio, después de los comicios: "por lógica de cambio político en la Argentina, Néstor Kirchner debería ser el próximo presidente", dando su apoyo implícito al candidato.
Con este escenario, las encuestas daban ahora a Kirchner una abrumadora victoria récord, cercana al 70% de los votos. Los más alcistas daban al candidato del Frente para la Victoria una mayoría de más del 40% de los votos por encima de Menem, al que no se le daba un incremento muy grande con respecto a la primera vuelta. Paralelamente, se pronosticaba un ligero aumento del voto en blanco y el voto nulo, de parte de los votantes antiperonistas que no estaban dispuestos a votar por un candidato del PJ.
No dispuesto a enfrentar una derrota humillante, Menem anunció que se retiraba de la segunda vuelta el 14 de mayo, tan solo cuatro días antes de que se realizase la misma. El Congreso rechazó la idea de cancelar las elecciones y celebrarlas de nuevo, y también se descartó la propuesta de realizar el balotaje con Kirchner y López Murphy como candidatos (el propio López Murphy afirmó que de todas formas no aceptaría presentarse). El 18 de mayo, no encontrándose otra salida constitucional, el Congreso declaró a Kirchner Presidente electo. La retirada de Menem fue vista como cobarde y fue duramente criticada tanto por Kirchner como por los demás candidatos, en especial por el hecho de que Kirchner quedaba gravemente condicionado, y la Argentina, recién salida de una severa crisis de representatividad, se vería gobernada por un presidente que había recibido solo el 22% de los votos. Kirchner fue juramentado el 25 de mayo, siendo el presidente en acceder al cargo con el menor porcentaje de sufragios, y el primero en la historia de Argentina en no ser el candidato más votado en las elecciones.

### Encuestas de opinión

#### Intención de voto
| Fecha                            | Encuestadora                     | Tamaño | Kirchner FPV | Menem FPL/UCEDE | No votará / En blanco |
| -------------------------------- | -------------------------------- | ------ | ------------ | --------------- | --------------------- |
| Fecha                            | Encuestadora                     | Tamaño |              |                 | No votará / En blanco |
| 12 al 19 de febrero de 2003      | Enrique Zuleta Puceiro           | 800    | 53,1         | 17,7            | —                     |
| 28 al 29 de abril de 2003        | OPSM                             | 600    | 65,4         | 12,8            | 21,8                  |
| 28 al 29 de abril de 2003        | Equis                            | —      | 59,2         | 24,1            | —                     |
| 28 de abril al 2 de mayo de 2003 | Equis                            | 1.064  | 61,7         | 20,6            | 15                    |
| 5 de mayo de 2003                | OPSM                             | —      | 65,3         | 26,1            | —                     |
| 11 de mayo de 2003               | Ricardo Rouvier y Asociados      | 1.350  | 68,4         | 31,6            | —                     |
| 11 de mayo de 2003               | Research International-Analogías | 2.600  | 72,1         | 27,9            | —                     |
| 11 de mayo de 2003               | OPSM                             | 1.100  | 71,1         | 28,9            | —                     |